# Opistophthalmus glabrifrons
Opistophthalmus glabrifrons ist ein im südlichen und östlichen Afrika vorkommender Skorpion aus der Familie Scorpionidae.

## Merkmale
Opistophthalmus glabrifrons ist ein mittelgroßer Skorpion von 11 bis 15 cm Länge. Er zeigt am Körper verschiedene Farbtöne von Gelb, Braun und Schwarz, die Beine sind deutlich heller.
Der Cephalothorax ist fast ganz glatt, nur an den Rändern sind unter Vergrößerung Granulae zu erkennen. Damit unterscheidet sich Opistophthalmus glabrifrons von anderen Arten der Gattung wie Opistophthalmus latimanus oder Opistophthalmus capensis. Das Metasoma ist dick und hat zwischen den Carinae zahlreiche Granulae. Die Kammorgane haben bei weiblichen Tieren zehn bis elf und bei männlichen 18 bis 23 Kammzähne. Die Finger der Chelae tragen jeweils drei kaum hervortretende Zähne.
Opistophthalmus glabrifrons hat einen deutlichen Sexualdimorphismus. Neben der unterschiedlichen Zahl der Kammzähne am Kammorgan haben die männlichen Tiere ein längeres Metasoma und schmalere Chelae.

## Verbreitung und Lebensraum

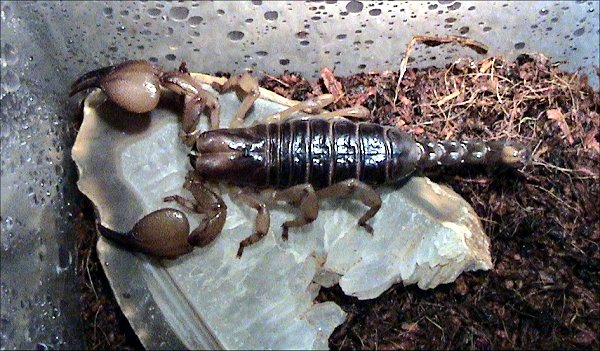
Opistophthalmus glabrifrons

Opistophthalmus glabrifrons hat im Vergleich zu den psammophilen und lithophilen Arten der Gattung Opistophthalmus ein sehr großes Verbreitungsgebiet, das sich bis in das östliche Afrika erstreckt. Die einzige andere Art der Gattung die nördlich des 15. Breitengrads vorkommt ist Opistophthalmus boehmi. Das wird damit erklärt, dass diese beiden Arten aufgrund ihrer Fähigkeit zum Graben in hartem Substrat ein breiteres Spektrum an Habitaten besiedeln können.

## Lebensweise
Opistophthalmus glabrifrons gehört zu den pelophilen (nach altgriechisch pelos: Schlamm, Ton) Arten der Gattung Opistophthalmus. Sie graben ihre Wohnröhren in mit Sand versetztem Lehm oder Ton und haben morphologische Anpassungen entwickelt, die sie beim Graben in hartem Substrat unterstützen. Im Unterschied zu den Sandbewohnern graben sie nicht mit den Pedipalpen, sondern mit den Cheliceren. Sie jagen nicht aktiv, sondern lauern am Eingang ihrer Wohnröhren auf sich nähernde Beutetiere. Lediglich zur Paarungszeit im Frühjahr, von Oktober bis November, gehen die männlichen Tiere während des Abends und der Nacht auf die Suche nach paarungsbereiten Partnerinnen.
Opistophthalmus glabrifrons gehört zum Beutespektrum anderer Skorpione, einschließlich ihrer ausgewachsenen Artgenossen.

## Gefährdung
Opistophthalmus glabrifrons und mehrere andere Arten der Gattung Opistophthalmus werden seit langem mit dem angeblichen Herkunftsland Mosambik im europäischen, nordamerikanischen und japanischen Terrarienhandel vertrieben. Es handelt sich mit großer Wahrscheinlichkeit um illegal gefangene und exportierte Tiere aus Südafrika oder einem seiner Nachbarländer, in denen strenge Exportvorschriften für Wildtiere gelten. Es ist üblich, in Südafrika und seinen Nachbarländern illegal gefangene Skorpione mit falschen Herkunftsangaben zu versehen.

## Systematik

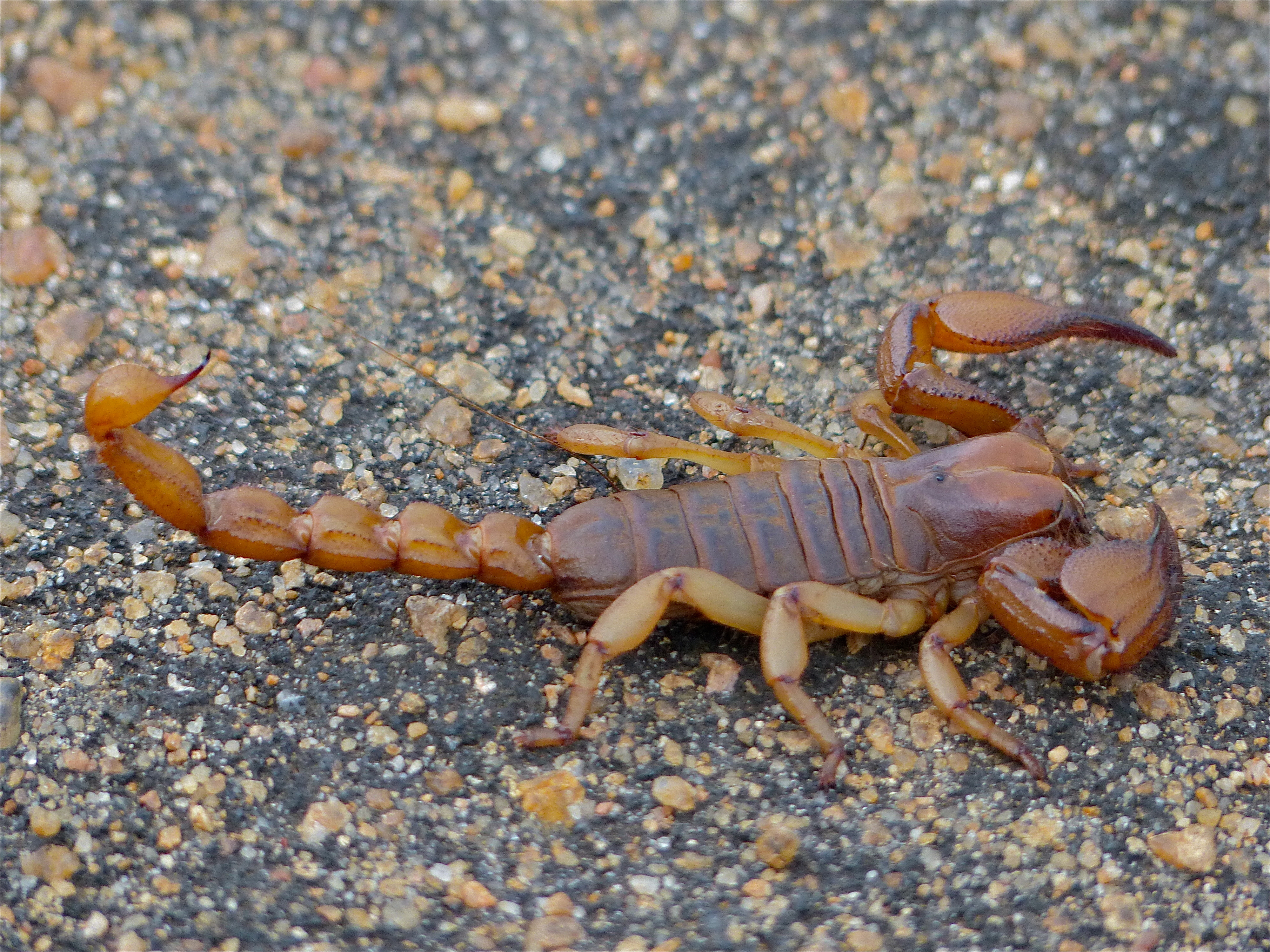
Opistophthalmus glabrifrons

### Erstbeschreibung
Die Erstbeschreibung erfolgte 1861 durch den deutschen Zoologen Wilhelm Peters. Sie wurde als Teil einer Abhandlung über die Systematik der Skorpione in den Monatsberichten der Königlich-Preußischen Akademie der Wissenschaften veröffentlicht. Als Terra typica gab Peters lediglich „Tette“ an, es ist unklar ob sich die Angabe auf die Provinz Tete im Nordwesten Mosambiks oder auf deren gleichnamige Hauptstadt Tete bezog.

### Etymologie
Der Artname glabrifrons ist ein Kompositum aus den lateinischen Begriffen glaber in der Bedeutung „glatt, unbehaart, kahl“ und frons für „Stirn, Vorderteil“. Die Wahl der Bezeichnung erfolgte aufgrund des glatten Cephalothorax von Opistophthalmus glabrifrons, mit dem er sich von anderen Arten der Gattung unterscheidet.

### Synonyme
- Opisthophthalmus laeviceps Thorell, 1876
- Opisthophthalmus praedo Thorell, 1877
- Opisthophthalmus betschuanicus Penther, 1900
- Opisthophthalmus natalensis Hewitt, 1915

## Medizinische Bedeutung

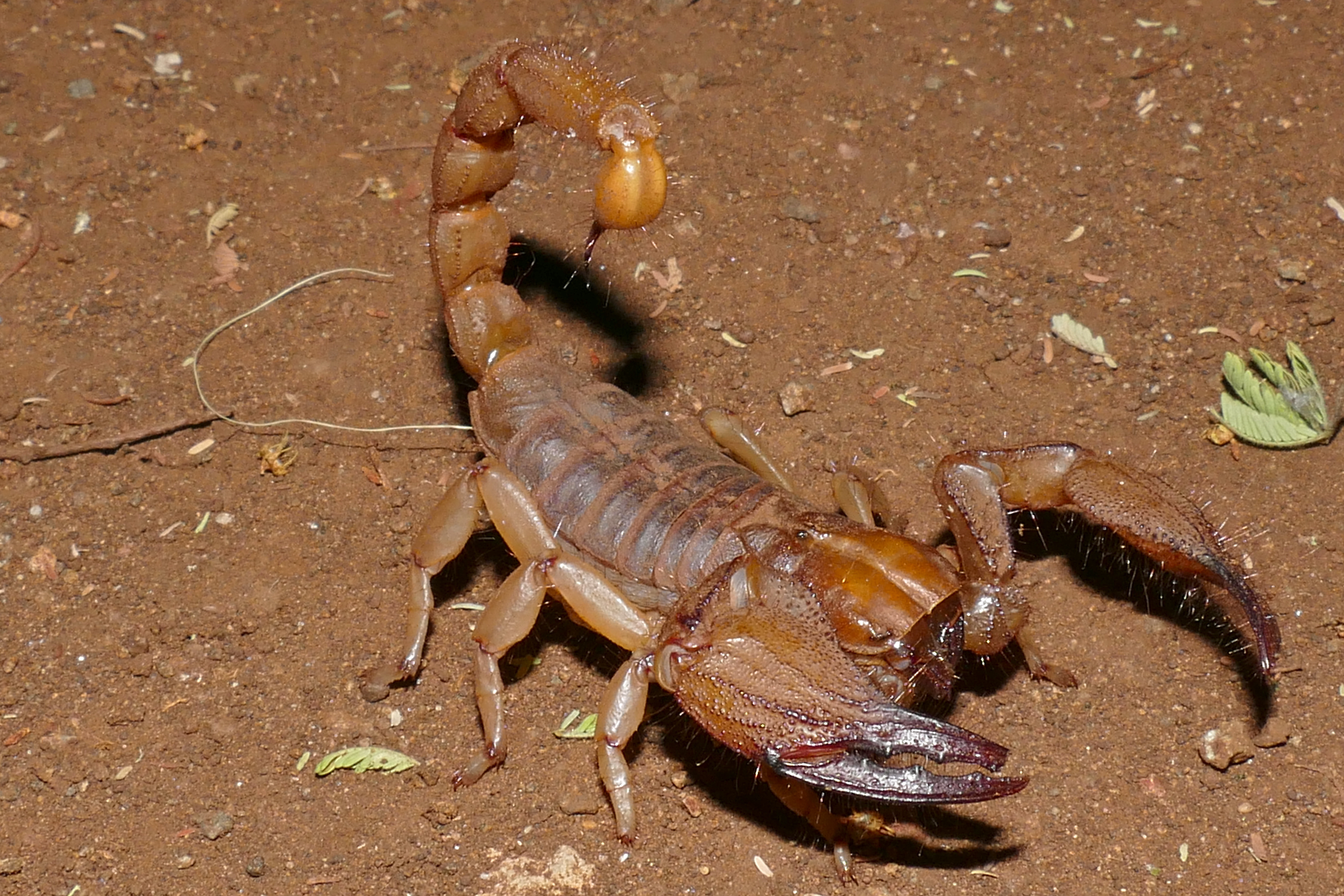
Opistophthalmus glabrifrons

Opistophthalmus glabrifrons ist einer der wenigen Skorpione der Familie Scorpionidae, deren Stich gravierende Vergiftungserscheinungen bewirken kann. Im südlichen Afrika gehört er zu den nur fünf bekannten Arten, die schwere Vergiftungen verursachen. Die übrigen sind Parabuthus granulatus und Parabuthus transvaalicus, die jeweils tödliche Vergiftungen hervorrufen können, sowie Parabuthus mossambicensis und Uroplectes planimanus.
In den 1940er Jahren wurde im Tierversuch die Wirkung einer Mischung der Gifte von Opistophthalmus glabrifrons und Opistophthalmus wahlbergii auf Mäuse, Meerschweinchen, Kaninchen und Tauben untersucht. Dabei kam es nach der intrakutanen Injektion des Giftes im Bereich der Injektionsstellen zu Ödemen, Blutungen, Entzündungen und schließlich zu Nekrosen. Das Gift von Arten der Gattung Parabuthus bewirkte keine derartigen lokalen Symptome. Die intravenöse Injektion führte zu Tremor, Lähmungen und schließlich zum Ersticken infolge einer peripheren Atemlähmung. Diese Symptome waren diejenigen einer Parabuthus-Vergiftung, jedoch ohne den damit einhergehenden starken Speichelfluss. Die zum Erreichen einer Giftwirkung benötigten Giftdosen waren bei Opistophthalmus höher als bei Parabuthus.
Nach dem Zweiten Weltkrieg wurde ein Antivenin zur Behandlung von Vergiftungen durch Arten der Gattung Opistophthalmus entwickelt, das sich während der Entwicklungsphase als wirksam erwiesen hat. Das heute in Südafrika verfügbare Antivenin dient der Behandlung von lebensbedrohlichen Vergiftungen durch Parabuthus-Arten. Es ist bei Vergiftungen durch Opistophthalmus wirkungslos. Da Vergiftungen durch Opistophthalmus glabifrons nicht als lebensbedrohlich gelten steht bei der Behandlung die Schmerztherapie im Vordergrund.
Im Rahmen einer in den frühen 1990er Jahren durchgeführten Studie konnten nur vier von 239 Stichen von Skorpionen, deren Verursacher bis auf Artebene identifiziert werden konnte, Opistophthalmus glabifrons zugeordnet werden. Der geringe Anteil wird mit der Lebensweise des Skorpions in Verbindung gebracht. Den Bau und dessen unmittelbares Umfeld verlassen nur die männlichen Tiere zur Paarungszeit, um auf Partnersuche zu gehen. Dadurch ist eine Gefahr eines Zusammentreffens von Menschen und Opistophthalmus glabifrons sehr gering. Die untersuchten Unfälle geschahen alle an warmen Frühlingsabenden im Oktober und November, und alle drei Skorpione, deren Geschlecht bestimmt werden konnte, waren männlich.
Bei den zwischen 1991 und 1993 in Zimbabwe untersuchten fünf Vergiftungen von Menschen traten ebenfalls lokale Symptome auf, namentlich ein intensiver brennender Schmerz im Bereich der Verletzung und leichte bis mittelschwere Ödeme. Die Schmerzen strahlten in drei Fällen über die verletzte Gliedmaße hinaus auf den Körper aus und hielten für drei bis fünf Tage an. Bei allen Patienten kam es zu Schweißausbrüchen, zwei der fünf Patienten litten unter Tachykardie. Ein Patient klagte nach einiger Zeit über allgemeine Schwäche seit der Vergiftung und zeigte Monate nach dem Unfall auf einem Elektrokardiogramm auffällige Q-Zacken und ST-Strecken-Hebungen. Weitere Symptome waren Faszikulationen der Zunge und subjektive Beschwerden der Muskulatur. Eine Patientin, eine Krankenschwester, klagte über einen trockenen Hals, starken Juckreiz, Schweißausbrüche, Palpitation, Rückenschmerzen, und eine Nacht ohne Schlaf, mit Kopfschmerzen, Halluzinationen und Tremor.